# Epidendrum patens
Epidendrum patens là một loài thực vật có hoa trong họ Lan. Loài này được Sw. mô tả khoa học đầu tiên năm 1806.

## Hình ảnh

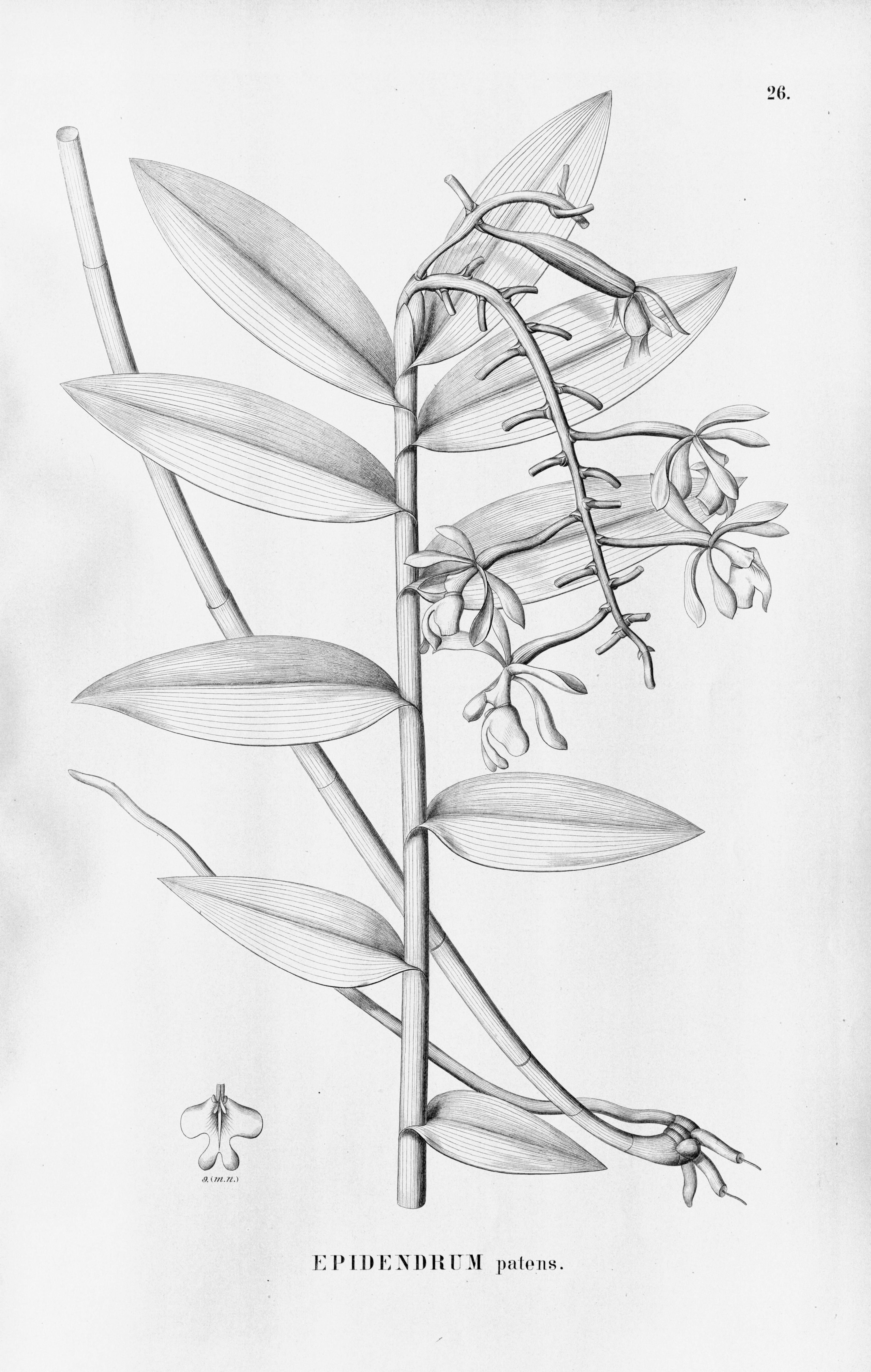